# تخفیف (ادبیات)
تخفیف در ادبیات، اصطلاحی است که در آن، موردی ویژه با منفی کردن برعکسِ آن ثابت می‌شود. مثلاً به جای «او احمق نیست»، «او باهوش‌ترین آدم دنیا نیست». در ادبیات انگلیسی، تخفیف در شعرهای انگلوساکسون بسیار متداول بود.